# Veliki brojevi
Veliki brojevi su brojevi znatno veći od onih koji se obično koriste u svakodnevnom životu (na primjer u jednostavnom brojanju ili u novčanim transakcijama), a često se pojavljuju u poljima kao što su matematika, kozmologija, kriptografija i statistička mehanika. Oni su obično veliki pozitivni celi brojevi, ili općenito, veliki pozitivni realni brojevi, ali mogu biti i drugi brojevi u drugim kontekstima. Gugologija je proučavanje nomenklature i svojstava velikih brojeva.

## U svakodnevnom svetu
Naučna notacija je stvorena da obradi širok spektar vrednosti koje se javljaju u naučnim studijama. 1,0 × 109, na primer, znači jednu milijardu, ili 1 praćeno sa devet nula: 1 000 000 000. Recipročno, 1,010−9, znači jedna milijarditina, ili 0,000 000 001. Pisanje 109 umesto devet nula pošteđuje čitaoca truda i opasnosti od brojanja dugačkog niza nula da bi videli koliki je broj. Pored naučne (osvnove 10) notacije, sledeći primeri uključuju (kratku skalu) sistematsku nomenklaturu velikih brojeva.
Primeri velikih brojeva koji opisuju svakodnevne predmete iz stvarnog sveta uključuju:
- Broj ćelija u ljudskom telu (procenjen na 3,72 × 1013)), ili 37,2 triliona[3]
- Broj bitova na hard disku računara (prema podacima iz 2024. godine, obično oko 1013, 1–2 TB), ili 10 triliona
- Broj neuronskih veza u ljudskom mozgu (procenjuje se na 1014), ili 100 triliona
- Avogadrova konstanta je broj „elementarnih entiteta“ (obično atoma ili molekula) u jednom molu; broj atoma u 12 grama ugljenika-12 – približno 6,022×1023, ili 602,2 sekstiliona.
- Ukupan broj baznih parova DNK baza unutar celokupne biomase na Zemlji, kao moguća aproksimacija globalnog biodiverziteta, procenjen je na (5,3 ± 3,6) × 1037, odnosno 53±36 undeciliona[4][5]
- Masa Zemlje se sastoji od oko 4 × 1051, ili 4 seksdeciliona, nukleona
- Procenjeni broj atoma u vidljivom univerzumu (1080), ili 100 kvinvigintiliona
- Donja granica složenosti stabla igre u šahu, takođe poznata kao „Šenonov broj“ (procenjena na oko 10120), ili 1 novemtrigintilion[6]
  - Treba imato na umu da je ovo vrednost Šenonovog broja za standardni šah. Ona ima još veće vrednosti za varijante šaha sa većom tablom kao što su Grant Ejsedreks, Taj Šogi i Tajkjoku Šogi.

## Astronomski
Drugi veliki brojevi, u pogledu dužine i vremena, nalaze se u astronomiji i kosmologiji. Na primer, trenutni model Velikog praska sugeriše da je univerzum star 13,8 milijardi godina (4,355 × 1017 sekundi) i da je vidljivi univerzum prečnika 93 milijarde svetlosnih godina (8,8 × 1026 metara) i da sadrži oko 5 × 1022 zvezda organizovanih u oko 125 milijardi (1,25 × 1011) galaksija, prema zapažanjima svemirskog teleskopa Habl. Prema gruboj proceni, postoji oko 1080 atoma u vidljivom univerzumu.
Prema Donu Pejdžu, fizičaru sa Univerziteta Alberta, Kanada, najduže konačno vreme koje je bilo koji fizičar do sada eksplicitno izračunao je
{\displaystyle 10^{10^{10^{10^{10^{1.1}}}}}{\mbox{ godina}}}
što odgovara skali procenjenog Poenkareovog vremena ponavljanja za kvantno stanje hipotetičke kutije koja sadrži crnu rupu sa procenjenom masom čitavog univerzuma, vidljivom ili ne, uz pretpostavku određenog inflatornog modela sa inflatonom čija je masa 10−6 Plankove mase. Ovo vreme pretpostavlja statistički model koji podleže Poenkareovom ponavljanju. Znatno pojednostavljen način razmišljanja o ovom vremenu je u modelu gde se istorija univerzuma ponavlja proizvoljno mnogo puta zbog svojstava statističke mehanike; ovo je vremenska skala kada će prvi put ponovo biti donekle sličan (za razuman izbor „sličnog“) svom trenutnom stanju.
Kombinatorni procesi brzo stvaraju još veće brojeve. Faktorijalska funkcija, koja definiše broj permutacija na skupu fiksnih objekata, raste veoma brzo sa brojem objekata. Stirlingova formula daje precizan asimptotski izraz za ovu brzinu rasta.
Kombinatorni procesi generišu veoma velike brojeve u statističkoj mehanici. Ovi brojevi su toliko veliki da se obično pozivaju samo na njihove logaritme.
Gedelovi brojevi i slični brojevi koji se koriste za predstavljanje nizova bitova u algoritamskoj teoriji informacija su veoma veliki, čak i za matematičke iskaze razumne dužine. Međutim, neki patološki brojevi su čak i veći od Gedelovih brojeva tipičnih matematičkih tvrdnji.
Logičar Harvi Fridman je sproveo istraživanja na veoma velikim brojevima, kao što su Kraskalova teorema stabla i Robertson-Sejmurova teorema.

### „Milijarde i milijarde”
Da bi pomogao gledaocima Kosmosa da razlikuju „milione” i „milijarde”, astronom Karl Sagan je naglašavao razliku. Sagan, međutim, nikada nije rekao „milijarde i milijarde“. Javno povezivanje fraze i Sagana došlo je iz šoa Tonight Show. Parodirajući Saganov efekat, Džoni Karson je šalio rekavši „milijarde i milijarde“. Fraza je, međutim, sada postala duhovit fiktivni broj - Sagan.Cf., Saganova jedinica.